# 村山幸子
村山 幸子（むらやま ゆきこ、1940年3月10日 - ）は、日本の将棋の元女流棋士。東京都墨田区出身。女流棋士一期生6人のうちの一人。日本将棋連盟所属時の女流棋士番号6。師匠はいない。

## 人物
1974年、第1回、2回、3回女流アマ名人準優勝の実績等が評価され、女流一期生のうちの一人としてプロを認定される。
1974年10月31日に東京将棋会館で行われた、第1回女流プロ名人位戦トーナメントの対寺下紀子女流初段（段位は当時）戦は、女流棋士公式戦の第1号対局となった。
1989年、女流リーグで成績下位となり女流育成会行きとなったことを契機に引退。
2002年4月10日付で日本将棋連盟を退会。

## 棋歴等
- 第1回（1968年）、第2回（1969年）、第3回（1970年）女流アマ名人準優勝[2]。

## 昇段履歴
- 1974年10月31日 女流初段[2]
- 1989年 引退、女流二段[2]